# Holger Ansmann

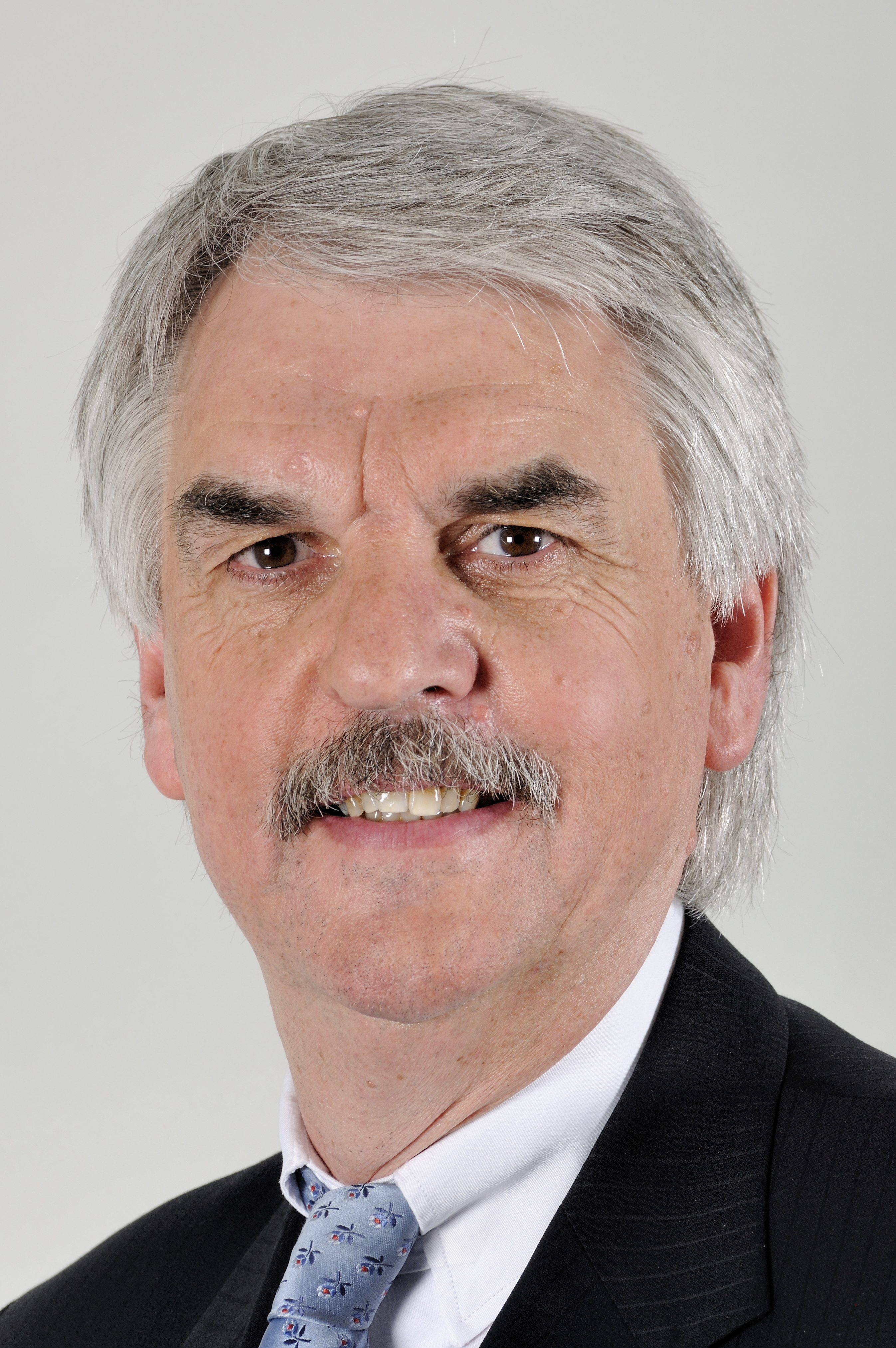
Holger Ansmann, 2013

Holger Ansmann (* 20. August 1957 in Wilhelmshaven) ist ein deutscher Kommunal- und Landespolitiker (SPD) und war von 2013 bis 2022 Mitglied des Niedersächsischen Landtags.

## Leben und Beruf
Ansmann ging in Wilhelmshaven zur Schule. Zunächst besuchte er die Nogatschule im Wilhelmshavener Stadtteil Fedderwardergroden, anschließend ging er auf das Max-Planck-Gymnasium am Mühlenweg. Nach der Schule trat er eine kaufmännische Ausbildung bei den Olympia-Werken in Roffhausen an, wo er schon frühzeitig Aufgaben in der Jugendvertretung und im Betriebsrat übernahm.
Ab Mitte der 1980er Jahre häuften sich die schlechten wirtschaftlichen Nachrichten über die AEG Olympia AG. Nach jahrelangen Verlusten beschlossen die Konzernzentralen der Muttergesellschaften AEG und Daimler-Benz im Oktober 1991 ihren Rückzug aus der Bürokommunikation und die Schließung des Standortes mit seiner Belegschaft von rund 3.600 Arbeitnehmern. Als Olympia-Betriebsratsvorsitzender stand Ansmann dem „Kampf der Olympianer“ um den Erhalt ihrer Arbeitsplätze vor.
Unter der Motto „Olympia – das Herz der Region muss weiterleben“ folgte in den nächsten Monaten ein bundesweit beachteter Arbeitskampf der Olympia-Beschäftigten um den Erhalt ihrer Arbeitsplätze. Mit Aktionen in Wilhelmshaven, Frankfurt und Stuttgart wurde an die Verantwortung des Daimler-Benz-Konzerns erinnert und öffentlicher Druck zur Schaffung von Ersatzarbeitsplätzen in der Region Wilhelmshaven/Friesland aufgebaut. Trotzdem konnte die Schließung des Standorts in Roffhausen zum Ende 1992 nicht verhindert werden. Als positives Ergebnis des Arbeitskampfes erfolgte die Entwicklung des Konzeptes für ein TCN (Technologie Centrum Nordwest), das die Ausgliederung und Weiterführung von Betriebsteilen der Olympia als selbstständige Unternehmen sowie die Ansiedlung neuer Unternehmen auf dem Gelände des TCN vorsah. Unterstützung erhielt das Konzept von der niedersächsischen Landesregierung, dem Mutterkonzern Daimler-Benz, dem Landkreis Friesland, der Stadt Schortens und den Arbeitnehmervertretern.
Ansmann gilt als einer der „Väter“ des Konzeptes und wurde von der niedersächsischen Landesregierung unter Ministerpräsident Gerhard Schröder für den Bereich Unternehmensansiedlung eingestellt. Als Geschäftsführer der TCN-Marketing GmbH begleitete er das Konzept fortan weiter.
Zum Jahresbeginn 1993 konnte das TCN 14 Betriebe mit rund 750 Mitarbeitern vorweisen. Im Jahr 2012 waren es bereits 63 Betriebe mit rund 2600 Mitarbeitern.
Ansmann ist mit einer Wilhelmshavenerin verheiratet.

## Politik
Holger Ansmann ist seit Ende der 1980er Jahre Mitglied der SPD. Er war Mitglied im Ortsjugendausschuss, der Ortsverwaltung und 2. Bevollmächtigter der IG-Metall, Verwaltungsstelle Wilhelmshaven.
Bei den Landtagswahlen in Niedersachsen 2013 und 2017 war Ansmann Direktkandidat der SPD im Wahlkreis Wilhelmshaven. Nachdem er das Mandat 2013 mit geringem Vorsprung vor dem CDU-Kandidaten Jörn Felbier gewann, ließ er 2017 den CDU-Kandidaten Stephan Hellwig weit hinter sich. Im Landtag war Ansmann in seiner gesamten Mandatszeit Vorsitzender des Sozialausschusses. Zur Landtagswahl 2022 trat er nicht wieder an.